# 닐라칸타

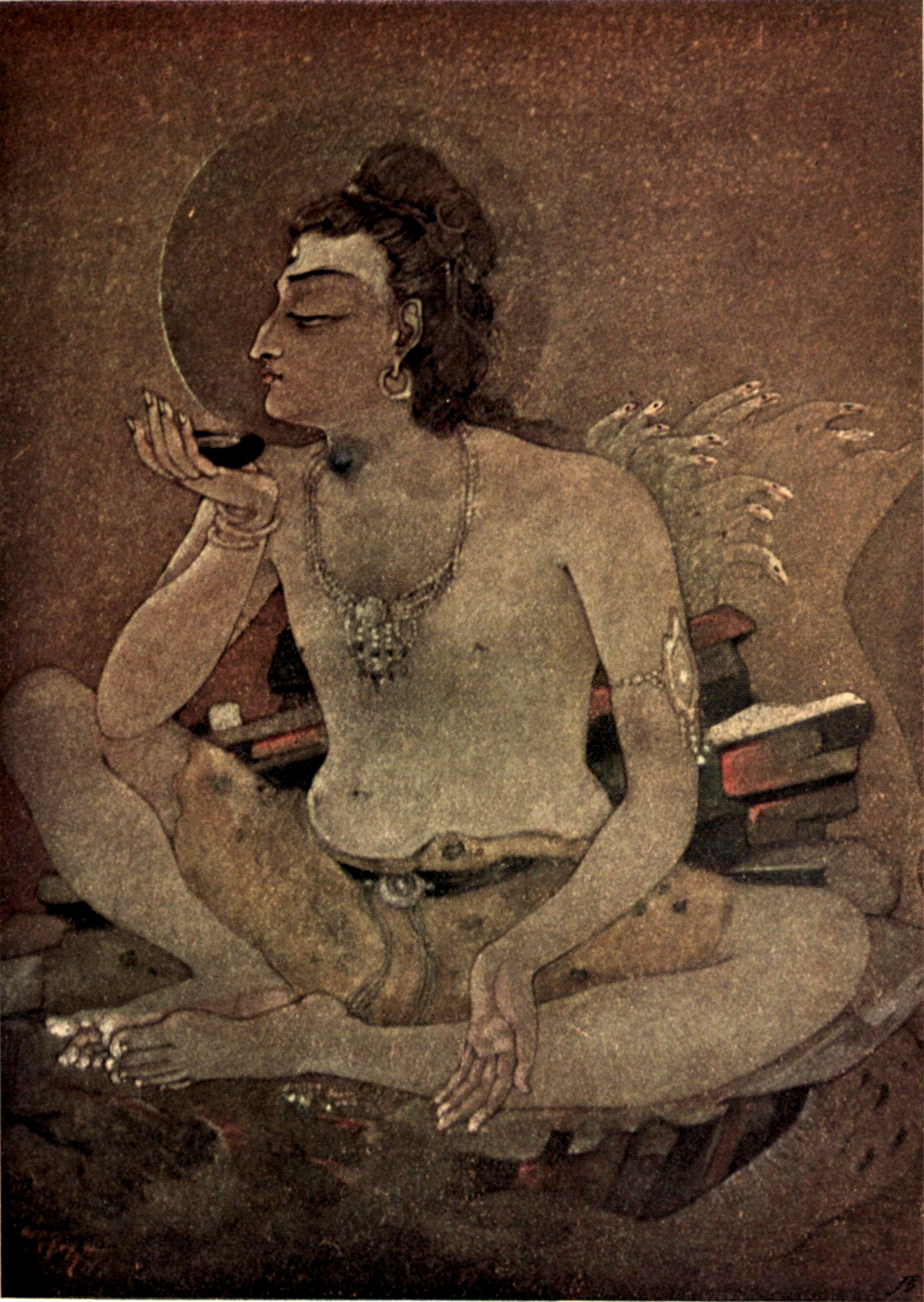
시바는 칼라쿠타를 마셔 목을 파랗게 만든다.

닐라칸타(산스크리트어: नीलकण्ठ)는 힌두교의 신 시바의 별명 중 하나이다.

## 전설
힌두 신화에 따르면, 시바가 사무드라 만타나에서 나온 칼라쿠타(독)를 섭취하며 목이 파랗게 물들자 이 별명을 얻었다.

## 같이 보기
- 루드라
- 시바